# 復讐者たち
『復讐者たち』（ふくしゅうしゃたち、Plan A）は2021年のドイツ・イスラエルのサスペンス・ドラマ映画。
監督・脚本はドロン・パズとヨアヴ・パズ、出演はアウグスト・ディールとシルヴィア・フークスなど。
第二次世界大戦後にホロコーストを生き延びたユダヤ人たちによるドイツ国民への大規模な報復計画「プランA」（本作の原題）があったとの史実をもとに、その全容を描いている。
イスラエルの歴史学者ディナ・ポラットの2019年の書籍『Vengeance and Retribution Are Mine』を原作としている。

## ストーリー
1945年、敗戦後のドイツで、ホロコーストを生き延びたユダヤ人男性マックスは、かつて妻子と暮らしていた家をドイツ人一家に奪われているばかりか、戦時中に妻子がナチスに殺されていたことを知る。絶望のどん底に突き落とされ、復讐に燃えるマックスは、ナチスの残党を密かに処刑しているユダヤ旅団の兵士ミハイルの仲間となる。そんなある日、マックスはユダヤ旅団よりも過激な報復活動を行なっている別のユダヤ人組織「ナカム」のメンバーと出会う。ナカムはナチスの残党だけでなく、ドイツ人全てをも報復の対象としており、その存在を危険視するミハイルに協力する形で、マックスはナカムに潜入することになる。そこでマックスが知ったのは、ナカムが準備を進める「プランA」と呼ばれる復讐計画で、それは上水施設に大量の毒を混入し、ドイツの民間人600万人を殺害するという大規模テロだったのである。マックスは「プランA」を食い止めるために潜入したはずだったが、ナカムのメンバーであるアンナと愛し合うようになると共に、ナカムの思想に共鳴していく。
ナカムのリーダーのアッバがパレスチナに渡り、毒物を調達してくることになる。ミハイルは仲間と共にナカムのアジトに踏み込むが、マックスはアッバが毒物を手に入れることに失敗したとする手紙をミハイルに渡し、ミハイルらを退かせる。しかし、その手紙の後に届いた手紙によれば、アッバは毒物を手に入れ、既にドイツに向かっており、マックスはそれを知った上でミハイルらを退かせたのである。
こうして計画は実行に移される。ところがアンナは土壇場になって「子供を殺すことはできない」としてナカムから離れる。マックスは止めるミハイルを揉み合いの末に絞殺し、毒物を上水施設に混入することに成功すると、その毒水の中に自らの身を投げ出す。こうして町は死体で溢れる。
これはマックスの妄想だった。マックスはアッバが毒物を持って密入国する情報をミハイルに伝え、アッバは捕らえられる。こうして「プランA」は未遂に終わり、ナカムは分裂する。
マックスは、いい人生を送ることこそが自分の復讐なのだとして、故郷に帰ることを決める。

## キャスト
- マックス: アウグスト・ディール - ホロコーストを生き延びたユダヤ人男性。
- アンナ: シルヴィア・フークス - ユダヤ人過激派組織ナカムのメンバー。
- ミハイル: マイケル・アローニ（英語版） - ユダヤ旅団（英語版）の兵士。
- ツヴィ: ニコライ・キンスキー（英語版）
- ベルキン: ミルトン・ウェルシュ（ドイツ語版）
- メナシュ: オズ・ゼハヴィ（ヘブライ語版）
- ヨハイ: ヨエル・ローゼンキアー（ヘブライ語版）